# Puffärmel

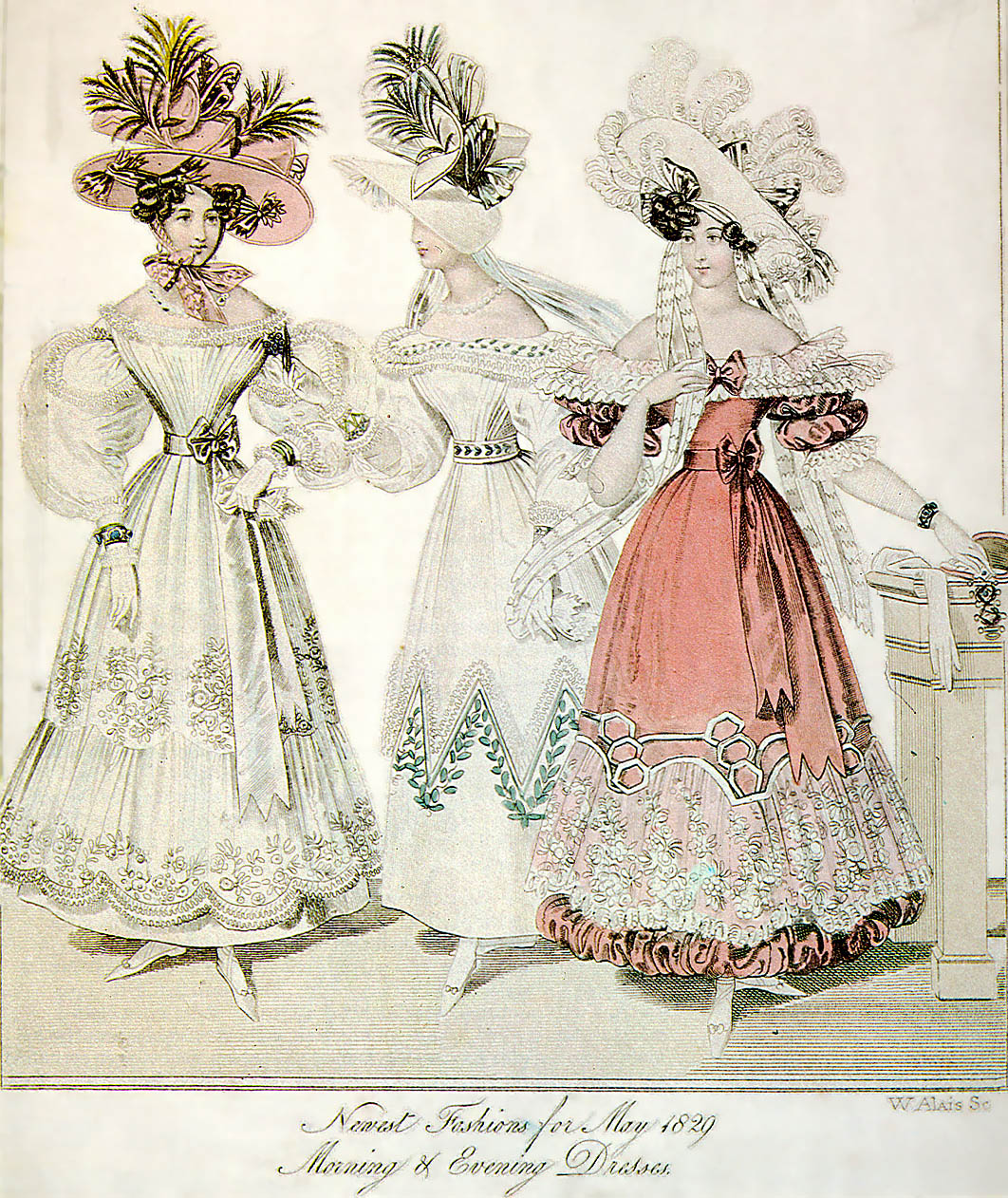
Neueste Mode, 1829

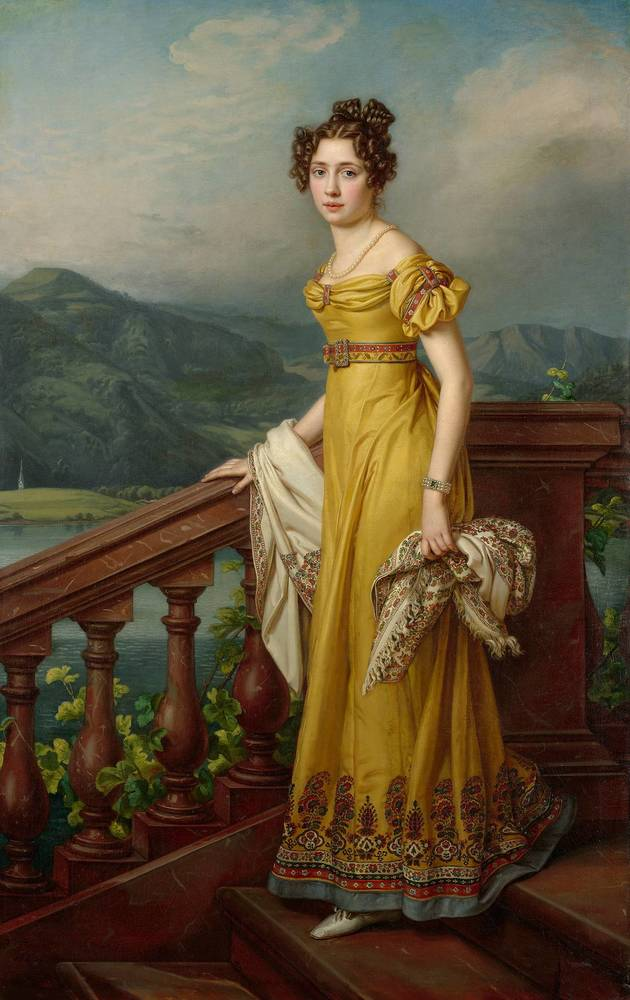
Kleid mit kurzen Puffärmeln, Amalie Auguste, J. K. Stieler, 1823

Der Puffärmel ist ganz allgemein ein Ärmel mit stark gebauschter Weite.
Gebauschte Ärmel gibt es in der Bekleidung von Frauen und Männern seit der Renaissance. Kleine Puffärmel überwogen in der Frauenkleidung am Anfang des 19. Jahrhunderts. Im Biedermeier vergrößerte sich der Umfang der Ärmel, die schließlich bis zu sogenannten Keulen- und Schinkenärmeln (auch Gigotärmel nach dem französischen gigot für Hammelkeule) aufgebauscht wurden.
Puffärmel finden sich heute vor allem an Kleidern und Blusen, wobei die Weite am Ellenbogen durch Bündchen zusammengehalten wird.